# Psiconeuroendocrinoimmunologia
La psiconeuroendocrinoimmunologia (abbreviata in PNEI), a volte definita solo psiconeuroimmunologia (PNI), è una disciplina che studia le interazioni tra i sistemi nervoso centrale, endocrino e immunitario, nonché il loro effetto sul comportamento umano e animale.

## I fondamenti
Oggi è noto che non esiste una suddivisione netta, se non in senso classificativo e didattico, fra i mediatori dei sistemi nervoso, endocrino ed immunitario, e che sotto il profilo funzionale le citochine, i neurotrasmettitori e gli ormoni rappresentano una categoria di mediatori comuni ad un'unica rete.
Ad esempio, ogni cellula del sistema nervoso centrale, inclusi quindi i neuroni, la glia ed in particolare la microglia, è in grado di ricevere e produrre segnali dal significato biologico che si esprimono funzionalmente nell'area prettamente immunitaria, così come è noto che avvenga il contrario, cioè che mediatori della risposta immune, caratteristicamente le citochine, influenzino circuiti prettamente encefalici, in genere con la finalità di incentivare la capacità di modulazione della stessa risposta immunitaria da parte del SNC.
Ancora, le molecole che siamo abituati a chiamare ormoni e quindi a considerare pertinenti ad un'area biologica di funzionamento endocrino, sono in grado di influenzare la risposta immunitaria e di agire in sinergia con SNC e SI.

### Il sistema PNEI
Il "sistema PNEI" costituisce una rete integrata di autoregolazione che mira al mantenimento della omeostasi dell'organismo in risposta a stimoli di varia natura, da infettivi a psicosociali.
La scienza che studia il sistema PNEI si occupa in primo luogo di fornire le basi biologiche della comunicazione bidirezionale fra i tre sistemi endocrino, immunitario e neuropsicologico.
Le basi teoriche e sperimentali della PNEI rappresentano il cardine dell'interazione dell'assetto neuropsicologico e psicoemotivo con la sfera chimico-fisica e organica della vita biologica, in condizioni fisiologiche e patologiche.
Si può anche affermare che lo stato psicoemotivo ed affettivo dell'individuo influenza o modifica il decorso di un evento patologico: esiste un'infinita variabilità inter-individuale ed anche intra-individuale alla base della possibilità di sviluppare o meno un dato fatto patologico, basata sul principio dell'interazione fra fattori genetici ed ambientali, verosimilmente sganciati dallo stesso assetto PNEI dell'individuo.

## Curiosità
Il termine è generalmente considerato come la parola di senso compiuto più lunga della lingua italiana.